# Magatama

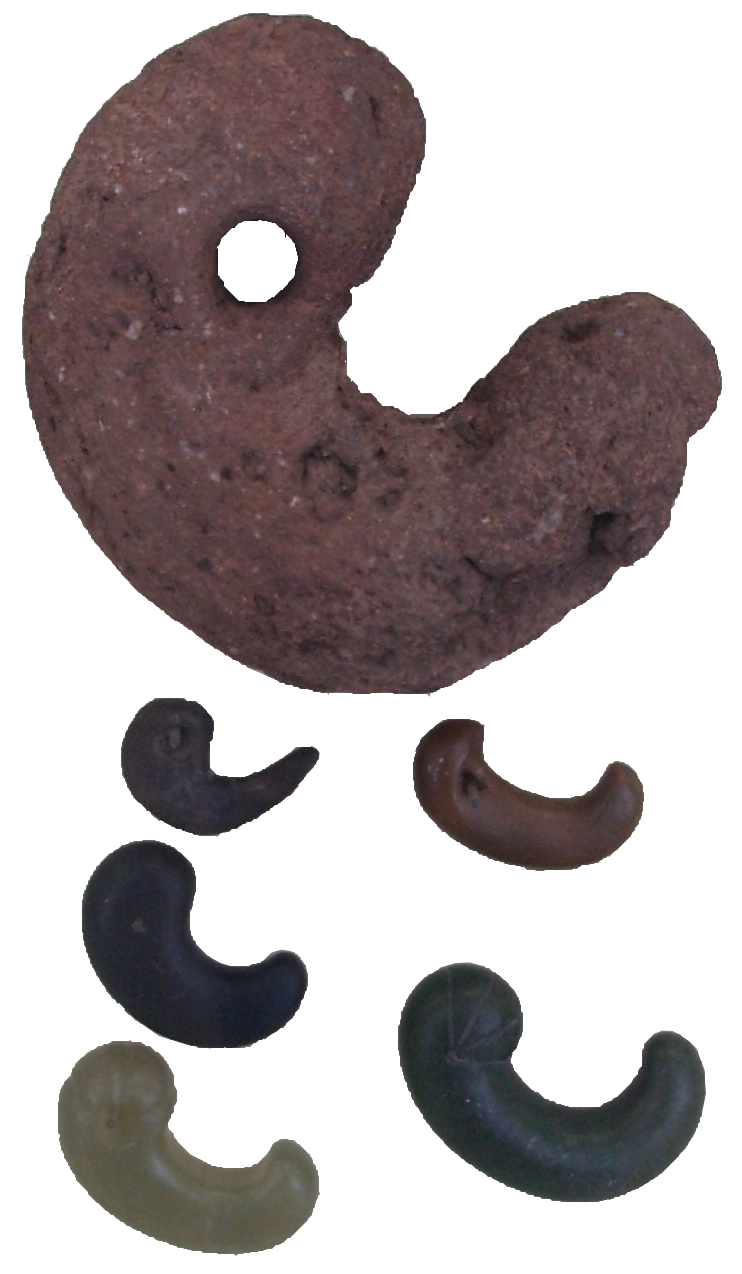

Magatama, krzywulec (勾玉) – zakrzywione, przecinkowate paciorki wykonane z kamienia, jadeitu lub szkła, które pojawiły się w Japonii w okresie Jōmon (ok. 1000 p.n.e.) i były używane do okresu Kofun (VI wiek n.e.). Początkowo pełniły głównie funkcję ozdobną, jednak z czasem zaczęto przypisywać im znaczenie rytualne i religijne. W mitologii japońskiej szczęścionośne krzywulce (Yasakani-no-magatama) stanowią jeden z trzech japońskich regaliów cesarskich, symbolizujących boski mandat cesarza.
Kształt magatamy pozostaje przedmiotem interpretacji – niektórzy badacze sugerują, że przypomina on kieł zwierzęcia, co mogło mieć znaczenie ochronne, inni uważają, że nawiązuje do formy zarodka, co mogło symbolizować życie i odrodzenie.
Współcześnie używa się ich jako amuletów ochronnych oraz elementów biżuterii inspirowanej tradycyjną kulturą Japonii. Ich popularność wzrosła także dzięki popkulturze – pojawiają się m.in. w grach wideo, takich jak Ace Attorney, gdzie pełnią funkcję mistycznego artefaktu pozwalającego odkrywać sekrety, oraz w serii Shin Megami Tensei, gdzie symbolizują nadnaturalne moce.

## Historia
Początki magatam sięgają okresu Jōmon (ok. 1000 p.n.e.), kiedy były one wykonywane głównie z kamienia i używane jako ozdoby lub amulety. W tym czasie miały one nieregularne kształty i były stosunkowo proste pod względem wykonania.
W okresie Yayoi (300 p.n.e. – 300 n.e.) magatamy zaczęły nabierać bardziej jednolitego, zakrzywionego kształtu, a ich produkcja stała się bardziej precyzyjna. W tym okresie wykonywano je z jadeitu i nefrytu, a ich obecność w grobach wyższych warstw społecznych sugeruje, że pełniły one nie tylko funkcję ozdobną, ale również rytualną i symboliczną.
Największą popularność magatamy osiągnęły w okresie Kofun (III–VI wiek n.e.), kiedy stały się jednym z insygniów władzy japońskiej arystokracji. Umieszczano je w kurhanach jako elementy naszyjników i koron, a ich obecność w grobowcach elit świadczyła o wysokim statusie społecznym właściciela.
W okresie Heian (794–1185) magatamy stopniowo zaczęły tracić na znaczeniu jako przedmiot codziennego użytku, jednak nadal były wykorzystywane w ceremoniach religijnych shintō i buddyjskich. Współcześnie pełnią rolę amuletów ochronnych oraz są elementem biżuterii inspirowanej tradycyjną kulturą Japonii.

## Symbolika i znaczenie
Magatamy odgrywały ważną rolę w wierzeniach religijnych i symbolice wczesnej Japonii. W tradycji shintō były uważane za święte przedmioty (shintai), w których mogły zamieszkiwać duchy kami. Ich zakrzywiony kształt był interpretowany na różne sposoby – według jednej z teorii nawiązuje do zwierzęcego kła, co miało zapewniać ochronę przed złymi duchami. Inna interpretacja sugeruje, że miały one przypominać zarodek jako symbol życia, odrodzenia i cyklu reinkarnacji.
W okresie Kofun magatamy były częścią królewskich insygniów, co wiązało je z władzą i boskością. Najbardziej znanym przykładem tego powiązania jest Yasakani-no-magatama, która stanowi jeden z trzech japońskich regaliów cesarskich (obok miecza Kusanagi-no-tsurugi i zwierciadła Yata-no-kagami). Według legendy bogini Amaterasu otrzymała magatamę od swojego brata Susanoo, a przedmiot ten stał się symbolem władzy cesarskiej.
Magatamy są do dzisiaj używane w ceremoniach religijnych i często pełnią funkcję amuletów ochronnych. Są także popularnym elementem biżuterii, szczególnie w Japonii i Korei.

## Współczesne zastosowanie
Obecnie magatamy są używane głównie jako amulet ochronny w japońskiej kulturze ludowej. Wielu ludzi wierzy, że ich noszenie przynosi szczęście, ochronę przed złymi duchami oraz zdrowie. Współczesne często wykonuje się je z nefrytu, jadeitu lub szkła i są dostępne w różnych kolorach, które symbolizują różne właściwości, np. zielony – harmonię, czerwony – energię, biały – czystość.
W Japonii krzywulce są również popularnym elementem biżuterii, zwłaszcza w formie naszyjników i bransoletek. Ręcznie wykonane repliki starożytnych magatam można znaleźć w sklepach z pamiątkami oraz świątyniach shintō, gdzie są sprzedawane jako o-mamori (szczęśliwe talizmany).
Magatamy nadal pełnią także rolę ceremonialną w religii shintō. Można je zobaczyć na tradycyjnych szatach kapłanów i wśród rytualnych przedmiotów w niektórych świątyniach. Ich symbolika pozostaje silnie zakorzeniona w japońskiej tożsamości kulturowej, a motyw magatamy pojawia się również w herbach rodzinnych (kamon) oraz w niektórych symbolach narodowych.

## Magatama w popkulturze
Magatamy pojawiają się w wielu dziełach popkultury, szczególnie w grach wideo, anime i mandze. Ich mistyczne znaczenie sprawia, że często przedstawiane są jako magiczne artefakty lub przedmioty o potężnej symbolice.
Jednym z najbardziej znanych przykładów jest seria gier Ace Attorney, w której bohater Phoenix Wright używa magatamy do odkrywania ukrytych tajemnic i wykrywania kłamstw podczas przesłuchań.
W serii Shin Megami Tensei, szczególnie w grze Shin Megami Tensei III: Nocturne, magatama występują jako pasożytnicze byty dające bohaterowi różne nadprzyrodzone moce. Każda magatama w grze reprezentuje inny aspekt mocy i wpływa na rozwój postaci.
Magatama pojawia się również w anime i mandze, np. w Naruto, gdzie w końcowych sagach serii niektóre postacie, np. Madara Uchiha, wykorzystują ją jako broń energetyczną przypominającą zakrzywione ostrza.
W literaturze japońskiej magatamy często są przedstawiane jako pradawne relikty o duchowej sile, związane z mitycznymi opowieściami o cesarzach i bogach Japonii. W wielu powieściach fantasy i historycznych nawiązujących do japońskich legend symbolizują siłę władzy lub połączenie z boskimi siłami.